# Pauly Shore
Paul Montgomery "Pauly" Shore (Hollywood, Califórnia, 1 de fevereiro de 1968) é um ator americano, comediante, diretor, escritor e produtor.

## Biografia e carreira
Paul Montgomery Shore, filho de Mitzi Shore (née Saidel), fundadora da The Comedy Store, um clube de comédia em West Hollywood, e Sammy Shore, um comediante. Shore foi criado em uma família judia, e cresceu em Beverly Hills, Califórnia. Formou-se na Bevery Hill High School em 1986.
Shore começou sua carreira como um artista de stand-up, e também em alguns filmes no final dos anos 1980. Seu primeiro álbum de comédia, The Future of America (1991), foi eleito o melhor álbum de comédia pelo College Music Journalists. [carece de fontes?]
A grande chance de Shore veio como VJ da MTV, de 1989 a 1994. No auge de sua fama na MTV, Shore teve seu próprio programa, Totally Pauly.

## Filmografia
- For Keeps (1988)
- 18 Again! (1988)
- Rock & Read (1989)
- Lost Angels (1989)
- Phantom of the Mall: Eric's Revenge (1989)
- Wedding Band (1990)
- Time Out: The Truth About HIV, AIDS, e You (1992)
- Encino Man (1992)
- Class Act (1992)
- Son in Law (1993)
- In the Army Now (1994)
- A Goofy Movie (1995)
- Jury Duty (1995)
- Bio-Dome (1996)
- Playboy: The Best of Jenny McCarthy (1996)
- The Curse of Inferno (1997)
- Playboy: Jenny McCarthy, the Playboy Years (1997)
- Casper: A Spirited Beginning (1997)
- Junket Whore (1998)
- Casper Meets Wendy (1998)
- King of the Hill (1999)
- An Extremely Goofy Movie (2000)
- Red Letters (2000)
- The Princess and the Barrio Boy (2000)
- The Bogus Witch Project (2000)
- Confusões No Lava-Jato (2001)
- Rebel Fish (2002)
- Pauly Shore Is Dead (2003)
- My Big Fat Independent Movie (2005)
- Natural Born Komics (2007)
- Opposite Day (2009)
- Adopted (filme) (2010)
- Stonerville (2010)
- Dotado para Brilhar (2011)
- Whiskey Business(2012)